# Eulaema luteola
Eulaema luteola är en biart som beskrevs av Jesus Santiago Moure 1967. Eulaema luteola ingår i släktet Eulaema, tribus orkidébin, och familjen långtungebin. Inga underarter finns listade.